# Roco (motorfiets)
Roco is een historisch merk van motorfietsen.
De bedrijfsnaam was: Roco Motorfahrzeuge AG, Berlin-Charlottenburg.
Dit Duitse merk maakte motorfietsen met 110- en 147 cc tweetakt-blokmotoren met liggende cilinder. Ze hadden een carburateur met twee gasschuiven en een verstelbare sproeier.
De coureur Johannes Rössig (zie Roconova) was als constructeur aan het bedrijf verbonden, net als Hermann en Heinrich Rossner. Toen Roco Motorfahrzeuge in 1922 op de Duitse markt kwam was de concurrentie enorm: honderden kleine bedrijfjes begonnen met de bouw van goedkope en lichte vervoermiddelen, en toen Roco in 1925 de productie staakte deden nog meer dan 150 andere merken hetzelfde.